# Brunelle à grandes fleurs
Cet article possède un paronyme, voir Brunelle (homonymie).
Prunella grandiflora
Espèce
Classification phylogénétique
Statut de conservation UICN

 LC  : Préoccupation mineure
La Brunelle à grandes fleurs (Prunella grandiflora ou Brunella grandiflora) est une espèce de plantes à fleurs de la famille des Lamiacées. C'est une plante herbacée vivace trouvée en Europe et en Asie occidentale.
En dehors de la taille de ses fleurs, elle se distingue de la brunelle commune par l'absence de feuilles directement sous l'inflorescence.

## Habitat et répartition
La Brunelle à grandes fleurs est une plante de prairies sèches de moyenne altitude. Elle préfère les sols basiques (calcaire, basalte). Elle est présente en Europe centrale et méridionale où on la retrouve le plus souvent dans des zones montagneuses (elle est classée comme étant orophyte méditerranéen).
Elle est fréquente dans les Alpes, les Pyrénées, l'ouest du Massif central, le Jura ainsi que dans certains massifs montagneux d'Europe centrale (Forêt-Noire, Forêt de Bohême, Sudètes, ...). Elle peut être présente localement à plus basse altitude. Ainsi, en France, elle est présente sur le plateau de Langres, la Champagne, la Lorraine et la plaine d'Alsace.

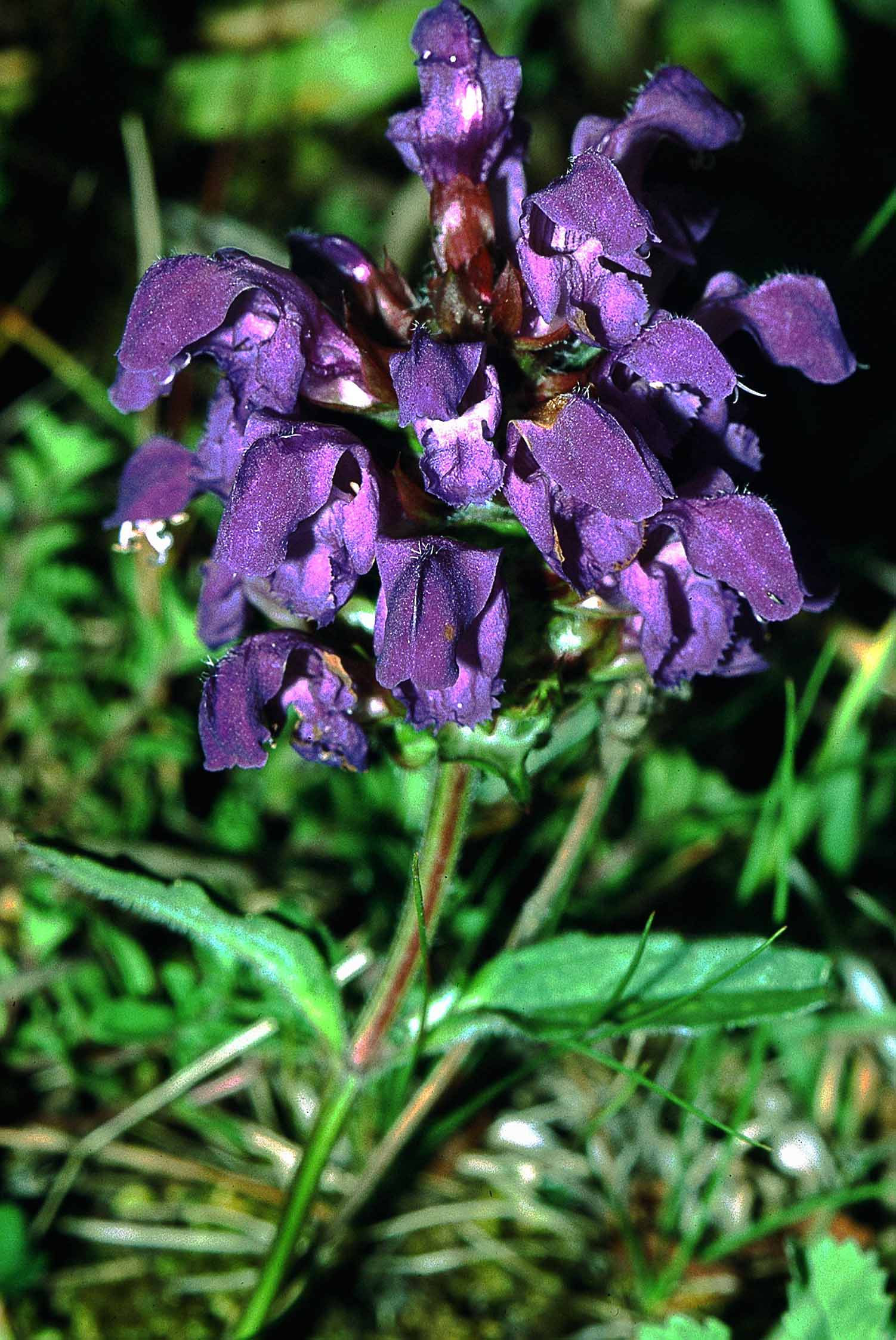
Brunelle à grandes fleurs.

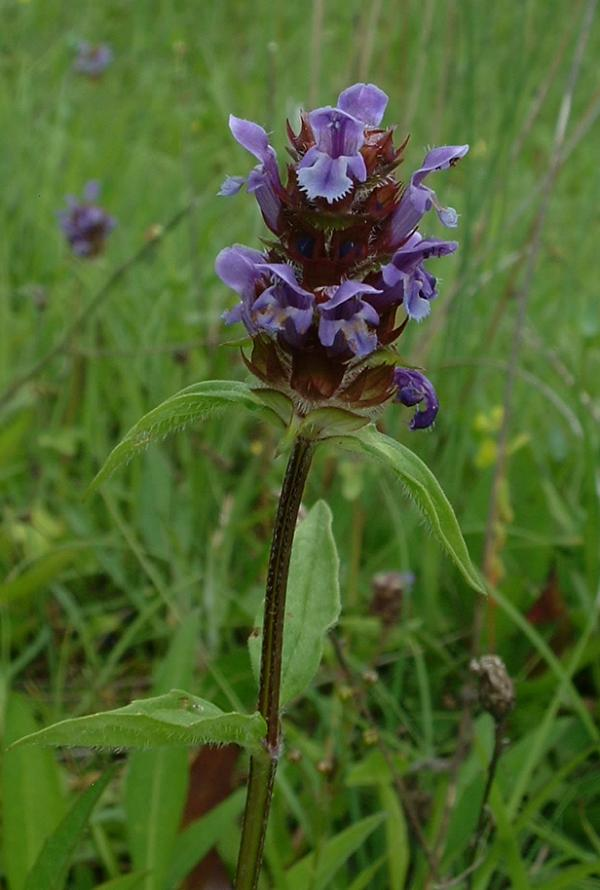
Brunelle commune.